# سیارک ۱۸۸۴۵
سیارک ۱۸۸۴۵ (به انگلیسی: 18845 Cichocki، نامگذاری:1999RY27) هجده هزار و هشتصد و چهل و پنجمین سیارک کشف شده‌است که در ۷ سپتامبر ۱۹۹۹ کشف شد.
قدر مطلق سیارک برابر ۳۸.۹ است.